# مصطفى ميدو
مصطفى ميدو مصري الاصل من مواليد 18 يناير 1981 لاعب كرة قدم قطري يجيد اللعب في خط الدفاع.
لعب سابقاً لأندية الغرافة وقطر و أم صلال والمرخية .

## روابط خارجية
- مصطفى ميدو على موقع Soccerway.com (الإنجليزية)